# Mesua acuminatissima
Mesua acuminatissima là một loài thực vật có hoa trong họ Calophyllaceae. Loài này được (Merr.) Kosterm. mô tả khoa học đầu tiên năm 1969.